# Mistrzostwa Afryki Juniorów w Lekkoatletyce 2009
9. Mistrzostwa Afryki Juniorów w Lekkoatletyce – zawody lekkoatletyczne dla sportowców do lat 19, które odbyły się między 30 lipca i 2 sierpnia 2009 w Bambous na Mauritiusie.

## Rezultaty
| AR – rekord kontynentu \| CR – rekord mistrzostw \| NR – rekord kraju \| WL – najlepszy wynik na listach światowych         |
| SB – najlepszy wynik w sezonie \| PB – rekord życiowy \| WYL – najlepszy wynik na listach światowych wśród juniorów (sezon) |

### Mężczyźni
| Konkurencja           | Złoto                                                                           | Złoto      | Srebro                                                                             | Srebro   | Brąz                                                                                 | Brąz     |
| --------------------- | ------------------------------------------------------------------------------- | ---------- | ---------------------------------------------------------------------------------- | -------- | ------------------------------------------------------------------------------------ | -------- |
| 100 m                 | Abdehadi Bouchakour                                                             | 10.75      | Nathaniel Oletu                                                                    | 10.86    | Waide Jooste                                                                         | 10.94    |
| 200 m                 | Youssouf Mhadjou                                                                | 22.47      | Ayobani Oyebiyi                                                                    | 22.58    | Adeola Efunsile                                                                      | 22.66    |
| 400 m                 | Pako Seribe                                                                     | 46.56      | Aboila Onakoya                                                                     | 47.16    | Thapelo Ketlogetswe                                                                  | 47.43    |
| 800 m                 | Dickson Kipsang Tuwei                                                           | 1:48.91    | David Mutinda Mutua                                                                | 1:49.82  | William Mothosola                                                                    | 1:51.44  |
| 1500 m                | James Magut                                                                     | 3:37.05 CR | Nickson Chepseba                                                                   | 3:37.63  | Dawit Wolde Arega                                                                    | 3:41.24  |
| 5000 m                | Abera Kuma                                                                      | 13:42.53   | John Mwangangi                                                                     | 13:42.88 | Kennedy Kithuka                                                                      | 13:43.94 |
| 10 000 m              | Lelisa Desisa Benti                                                             | 28.46.74   | John Cheruiyot                                                                     | 28:47.89 | Peter Kimeli                                                                         | 28:53.64 |
| 110 m przez płotki    | Cornel Fredericks                                                               | 14.36      | Martins Ogieriakhi                                                                 | 14.42    | Hardus Maritz                                                                        | 14.73    |
| 400 m przez płotki    | Cornel Fredericks                                                               | 50.05 CR   | Amadou N’diaye                                                                     | 52.44    | Hardus Maritz                                                                        | 52.61    |
| 3000 m z przeszkodami | Jonathan Muia Ndiku                                                             | 8:28.83    | Stephen Kiprotich                                                                  | 8:35.97  | Legesse Lemesso Lemesso                                                              | 8:39.53  |
| 4 × 100 m             | Nigeria · Ayobani Oyebiyi · Abiola Onakoya · Adeola Efunsile · Nathaniel Oletu  | 41.17      | Południowa Afryka · Waide Jootse · Brent Stevens · Patrick Vosloo · Ethan Floris   | 41.33    | Mauritius · Baptiste Brasse · Aldo Lutchmun · Garik Maureemootoo · Jonathan Simon    | 42.08    |
| 4 × 400 m             | Nigeria · Okeudo Jonathan Mmaju · Elvis Ukale · Peter Njoteah · Abiola Onakotya | 3:13.50    | Południowa Afryka · Shaun de Jager · Cornel Fredericks · Peter Marx · Neil de Beer | 3:13.95  | Botswana · Otlaadisa Segosebe · Daniel Lagamang · Pako Seribe · Thapelo Ketlogwetswe | 3:15.08  |
| Skok wzwyż            | Mohamed Abou Taleb                                                              | 2.09       | Ruan Claasen                                                                       | 2.09     | Jose Labiche                                                                         | 2.02     |
| Skok o tyczce         | Cheyne Rahme                                                                    | 5.30 CR    | Mohammed Bouhadjer                                                                 | 4.35     | Yannick Clam                                                                         | 3.95     |
| Skok w dal            | Alaeddin Ben Hassine                                                            | 7.67       | Ali Bouguesba                                                                      | 7.52     | Luvo Manyonga                                                                        | 7.49     |
| Trójskok              | Ali Bouguesba                                                                   | 16.16 CR   | Newton Kipngeno                                                                    | 15.62    | Apelele Raskeni                                                                      | 15.53    |
| Pchnięcie kulą        | Stephan Brink                                                                   | 17.90      | Abddouahat Laggoun                                                                 | 16.38    | Victor Akinyemi                                                                      | 15.03    |
| Rzut dyskiem          | Dewald van Heerden                                                              | 58.91      | Christophe Sophie                                                                  | 46.02    | Abdouahat Laggoiun                                                                   | 43.14    |
| Rzut młotem           | Alaa Elaslry                                                                    | 75.59 CR   | Jonathan Martin                                                                    | 42.81    | Ian Caree                                                                            | 31.64    |
| Rzut oszczepem        | Ulrich Damon                                                                    | 73.51      | Strydom van der Wath                                                               | 67.69    | John Phalatswe                                                                       | 60.46    |
| Dziesięciobój         | Gert Swanepoel                                                                  | 6400 NJR   | Willem le Roux                                                                     | 6359     | Eslam Shaaban                                                                        | 6030     |

### Kobiety
| Konkurencja           | Złoto                                                                                         | Złoto            | Srebro | Srebro    | Brąz                                                                                       | Brąz     |
| --------------------- | --------------------------------------------------------------------------------------------- | ---------------- | --- | --------- | ------------------------------------------------------------------------------------------ | -------- |
| 100 m                 | Josephine Omaka                                                                               | 11.78            | Allysa Conley                                                                                             | 12.17     | Stephanie Guillaume                                                                        | 12.23    |
| 200 m                 | Amaka Ogoegbunam                                                                              | 25.37            | Allysa Conley                                                                                             | 25.55     | Stephanie Guillaume                                                                        | 25.63    |
| 400 m                 | Folashade Abugan                                                                              | 52.02 CR         | Racheal Nachula                                                                                           | 53.34     | Sylvie Zimbere                                                                             | 54.03    |
| 800 m                 | Caster Semenya                                                                                | 1:56.72 NR CR WL | Winny Chebet                                                                                              | 2:01.36   | Abebe Aregawi Gebretsadik                                                                  | 2:02.17  |
| 1500 m                | Caster Semenya                                                                                | 4:08.01 CR       | Kalkidan Gezagne Befrkad                                                                                  | 4:09.36   | Fancy Cherotich                                                                            | 4:17.38  |
| 3000 m                | Mercy Cherono                                                                                 | 8:54.96          | Etenesh Diro Neda                                                                                         | 9:09.22   | Tsaga Gela Reta                                                                            | 9:25.31  |
| 5000 m                | Genzebe Dibaba                                                                                | 16:11.85         | Mercy Cherono                                                                                             | 16:12.65  | Sule Utura Gedo                                                                            | 16:13.09 |
| 100 m przez płotki    | Amaka Ogoegbunam                                                                              | 14.28            | Silvia Panguana                                                                                           | 15.95     | Lawretta Ozoh                                                                              | 16.21    |
| 400 m przez płotki    | Amaka Ogoegbunam                                                                              | 58.45 CR         | Bimbo Miel Ayedou                                                                                         | 1:00.09   | Betty Chelangat                                                                            | 1:01.30  |
| 3000 m z przeszkodami | Elizabeth Mueni                                                                               | 9:58.55          | Almaz Ayona Eba                                                                                           | 10:03.75  | Tsehynesh Tsale Tsenga                                                                     | 10:09.00 |
| 4 × 100 m             | Mauritius · Joanelle Janvier · Elodie Pierrelouis · Stephanie Guillaume · Emilie Tambanivoule | 48.04            | Kamerun · Giesele Tchoupou Tchoupa · Marie Rodrigue Ngono Zibi · Sylvie Zimbere · Blandin Loise Tsouga Eb | 48.58     | Południowa Afryka · Melissa Hewitt · Caster Semenya · Rorisang Rammonye · Allysa Conley    | 48.73    |
| 4 × 400 m             | Nigeria · Amaka Ogoegbunam · Charity Adegoke · Chidinma Ogbonna · Folashade Abugan            | ?                | Kenia · Shiela Chepkirui · Fancy Cherotich · Winny Chebet · Betty Chelangat                               | ?         | Mauritius · Edlette Espiegle · Stephanie Guillaume · Emile Tambanivoule · Dorothy Aristide | ?        |
| Skok wzwyż            | Lissa Labiche                                                                                 | 1.69             | Wedian Mokhtar                                                                                            | 1.55      | Emilie Tambanivole                                                                         | 1.40     |
| Skok w dal            | Sangone Kandji                                                                                | 5.82             | Janet Boniface                                                                                            | 5.78      | Ibrahim Blessing                                                                           | 5.75     |
| Trójskok              | Ibrahim Blessing                                                                              | 12.89            | Janet Boniface                                                                                            | 12.12     | Ambre de Falbaire                                                                          | 12.00    |
| Pchnięcie kulą        | Walaa Attia                                                                                   | 14.47            | Sihem Marrakechi                                                                                          | 13.97 NJR | Zouina Bouzebra                                                                            | 12.84    |
| Rzut dyskiem          | Lindie Liebenberg                                                                             | 43.24            | Estelle Louis                                                                                             | 34.93     | Aurelie Thesee                                                                             | 31.04    |
| Rzut młotem           | Rana Taha                                                                                     | 57.53 CR         | Zouina Bouzebra                                                                                           | 54.47     | Najet Ben Chiha                                                                            | 47.92    |
| Rzut oszczepem        | Tazmin Brits                                                                                  | 54.55            | Gazelle Bernard                                                                                           | 49.54     | Jessika Rosun                                                                              | 44.42    |
| Siedmiobój            | Jenna Rima                                                                                    | 4336             | Wedian Mokhtar                                                                                            | 3933      | Marine Boulle                                                                              | 3811     |

## Klasyfikacja medalowa
| Klasyfikacja medalowa | Klasyfikacja medalowa | Klasyfikacja medalowa | Klasyfikacja medalowa | Klasyfikacja medalowa | Klasyfikacja medalowa |
| --------------------- | --------------------- | --------------------- | --------------------- | --------------------- | --------------------- |
| Miejsce               | Kraj                  | Złoto                 | Srebro                | Brąz                  | Razem                 |
| 1                     | Południowa Afryka     | 11                    | 7                     | 4                     | 22                    |
| 2                     | Nigeria               | 9                     | 4                     | 4                     | 17                    |
| 3                     | Kenia                 | 4                     | 9                     | 5                     | 18                    |
| 4                     | Etiopia               | 4                     | 3                     | 6                     | 13                    |
| 5                     | Egipt                 | 4                     | 2                     | 1                     | 7                     |
| 6                     | Algieria              | 2                     | 4                     | 2                     | 8                     |
| 7                     | Mauritius             | 2                     | 3                     | 11                    | 16                    |
| 8                     | Seszele               | 1                     | 2                     | 1                     | 4                     |
| 9                     | Tunezja               | 1                     | 1                     | 1                     | 3                     |
| 10                    | Senegal               | 1                     | 1                     | 0                     | 2                     |
| 11                    | Botswana              | 1                     | 0                     | 3                     | 4                     |
| 12                    | Komory                | 1                     | 0                     | 0                     | 1                     |
| 13                    | Namibia               | 0                     | 1                     | 2                     | 3                     |
| 14                    | Kamerun               | 0                     | 1                     | 1                     | 2                     |
| 15                    | Benin                 | 0                     | 1                     | 0                     | 1                     |
| 15                    | Mozambik              | 0                     | 1                     | 0                     | 0                     |
| 15                    | Zambia                | 0                     | 1                     | 0                     | 0                     |
| 17                    | Total                 | 41                    | 41                    | 41                    | 123                   |